# Stéréocil
Ne doit pas être confondu avec Cil vibratile.

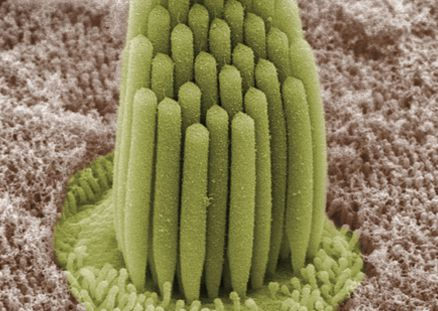
Micrographie de stéréocils situés dans l'oreille interne d'une grenouille

Les stéréocils sont des expansions cytoplasmiques ramifiées longues (> 2 μm), fines (0,02 μm) et immobiles  (contrairement aux cils vibratiles), présentes au niveau du pôle apical de certaines cellules épithéliales. Semblables à des  microvillosités très longues qui s'agglutinent en pinceaux, comme dans l'épididyme.[réf. nécessaire] Chaque stéréocil est parallèle à ses voisins au niveau de sa base. Mais plus on progresse vers les extrémités distales, plus ils deviennent sinueux et s'enchevêtrent avec leurs voisins. En observation microscopique (microscopie électronique à transmission) ces caractéristiques permettent de les différencier des microvillosités.
Leur immobilité est due au fait qu'ils contiennent des structures d'actine.
On les retrouve principalement au niveau des cellules ciliées de la membrane basilaire et des cellules de l'épididyme. Elles servent à disperser les substances sécrétées par la cellule, par exemple pour le transport des spermatozoïdes dans l'épididyme.

## Kinocil
Les stéréocils ne sont pas à confondre avec les kinocils. Les kinocils sont les cils mobiles formés à partir du cytosquelette de microtubule (avec son propre corpuscule basal, il n'est donc pas relié aux microtubules des centrioles). 